# Draguignan
Draguignan ou, na sua forma portuguesa, Draguinhão é uma cidade do sul da França, no departamento de Var. Ele se situa na beira do mar Mediterrâneo, na côte d'Azur.

Brasão de armas de Draguignan.